# El Magatzem (Porrera)
El Magatzem, Cal Simó o Ca la Cosina, és una obra de Porrera (Priorat) inclosa a l'Inventari del Patrimoni Arquitectònic de Catalunya.

## Descripció
Edifici de planta rectangular, bastit de maçoneria arrebossada en forma de carreus, de planta baixa i dos pisos i cobert per teulada a dos vessants. A la façana s'obren tres portes, una d'elles cegada actualment i que permeten l'accés a uns amplis baixos, cinc obertures al primer pis accedeixen a un llarg balcó corregut, amb barana de ferro forjat i tres balcons que emmarquen dues finestres cegades al segon pis.

## Història
La casa fou bastida al sector de l'eixample de la població, a l'altre costat del riu, amb una certa qualitat formal. Ja d'entrada fou prevista per a servir de magatzem de vi, ja que els seus propietaris eren tractats de vi. Actualment conserva les grans tines i habitatges al primer pis, sota el nom de Cellers Sangenís i Vaqué.